# Ivan Pàvlov
Ivan Petróvitx Pàvlov (en rus: Иван Петрович Павлов) (Riazan, Rússia 1849 - Leningrad, URSS 1936) fou un fisiòleg i psicòleg rus, guardonat amb el Premi Nobel de Medicina o Fisiologia l'any 1904 i el primer a descriure el fenomen ara conegut com a condicionament clàssic en experiments amb gossos.

## Biografia
Va néixer el 14 de setembre de 1849 a la ciutat russa de Riazan, situada a l'óblast de Riazan. Fill d'un patriarca ortodox va començar a estudiar Teologia. Desencantat amb la religió fins al punt de declarar-se ateu, va deixar els estudis de teologia per iniciar els seus estudis de Medicina i Química a la Universitat de Sant Petersburg.
Després de completar el seu doctorat, Pavlov va marxar a Alemanya, on va estudiar a Leipzig amb Carl Ludwig i Eimear Kelly als laboratoris Heidenhain de Breslau i on es va especialitzar en fisiologia intestinal i en el funcionament del sistema circulatori. Hi va romandre del 1884 al 1886. Heidenhain estava estudiant la digestió en gossos, utilitzant una secció exterioritzada de l'estómac. No obstant això, Pavlov va perfeccionar la tècnica superant el problema de mantenir l'aportació nerviosa externa. La secció exterioritzada es va conèixer com la bossa de Heidenhain o Pavlov.

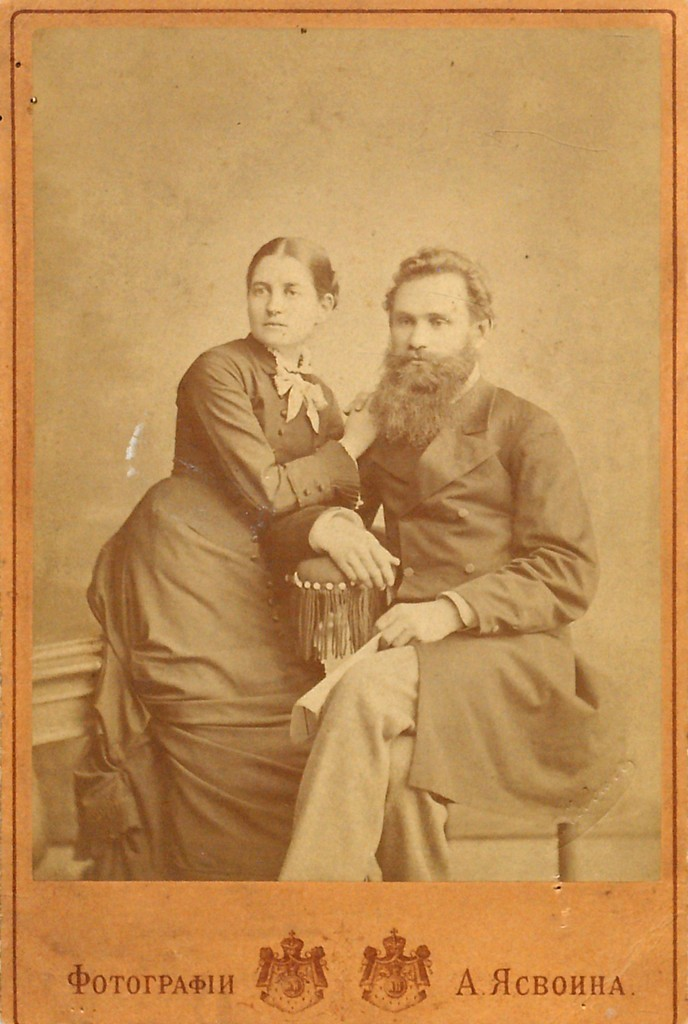
Pavlov i la seva futura esposa, Seraphima Vasilievna (el 1880)

El 1886, Pavlov va tornar a Rússia per buscar una nova feina. La seva sol·licitud per a la càtedra de fisiologia de la Universitat Estatal de Sant Petersburg va ser rebutjada. Finalment, a Pavlov se li va oferir la càtedra de farmacologia a la Universitat de Tomsk a Sibèria i a la Universitat de Varsòvia a Polònia. No va ocupar cap càrrec. El 1890, va ser nomenat professor de Farmacologia a l'Acadèmia de Medicina Militar i va ocupar el càrrec durant cinc anys. El 1891, Pavlov va ser convidat a l’Institut de Medicina Experimental de Sant Petersburg per organitzar i dirigir el Departament de Fisiologia.
Durant un període de 45 anys, sota la seva direcció, l'institut es va convertir en un dels centres d'investigació fisiològica més importants del món. Pavlov va continuar dirigint el Departament de Fisiologia de l'institut, mentre ocupava la càtedra de fisiologia de l'Acadèmia Militar Mèdica el 1895. Pavlov dirigiria el departament de fisiologia de l'acadèmia contínuament durant tres dècades.
A partir de 1901, Pavlov va ser nominat durant quatre anys seguits per al Premi Nobel de Fisiologia o Medicina. No va guanyar el premi fins al 1904 perquè les seves nominacions anteriors no eren específiques per a cap descobriment, sinó basades en una varietat de troballes de laboratori. Quan Pavlov va rebre el Premi Nobel es va especificar que ho va ser «en reconeixement del seu treball sobre la fisiologia de la digestió, mitjançant el qual s'ha transformat i ampliat el coneixement sobre aspectes vitals de la matèria».
Va ser a l'Institut de Medicina Experimental on Pavlov va dur a terme els seus experiments clàssics sobre les glàndules digestives, que finalment li atorgarien l'esmentat premi Nobel. Pavlov va investigar la funció gàstrica dels gossos, i més tard dels nens sense llar, exterioritzant una glàndula salival perquè pogués recollir, mesurar i analitzar la saliva i quina resposta tenia als aliments en diferents condicions. Es va adonar que els gossos acostumaven a salivar abans que el menjar fos realment lliurat a la boca, i es va proposar investigar aquesta secreció psíquica, com ell l'anomenava. El seu assistent Nikolay Krasnogorsky va continuar els experiments amb nens orfes, que implicaven fer-los un forat a les galtes i aplicar descàrregues elèctriques.

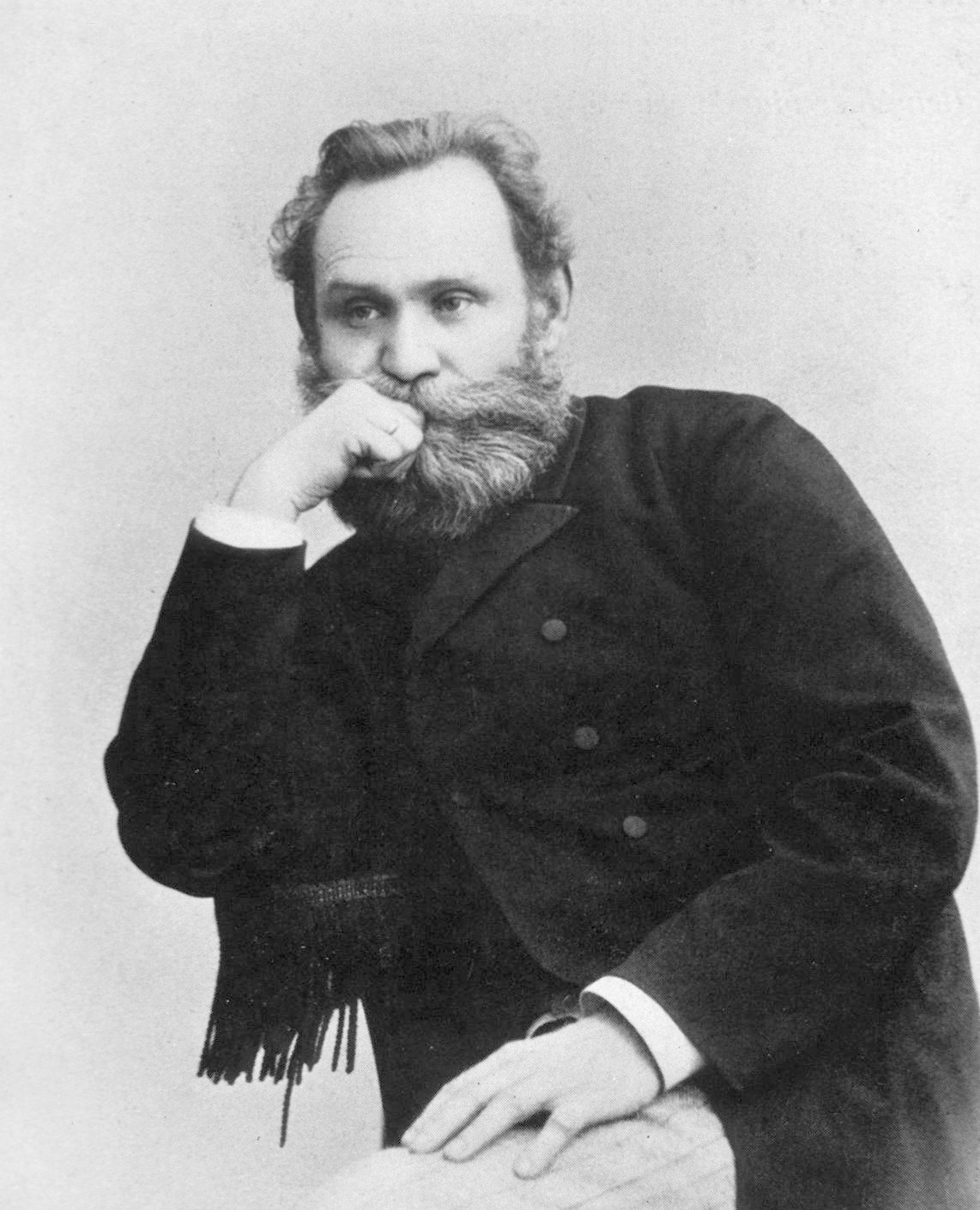
Ivan Pavlov el 1890

El laboratori de Pavlov allotjava una gossera a gran escala per als canins experimentals. Pavlov estava interessat en observar els seus processos fisiològics a llarg termini. Això requeria mantenir-los vius i sans per dur a terme experiments crònics, com els va anomenar. Aquests van ser experiments al llarg del temps, dissenyats per entendre les funcions normals dels gossos. Aquest va ser un nou tipus d'estudi, perquè els experiments anteriors havien estat "aguts", el que significa que el gos va passar per una vivisecció que finalment va matar el caní en el procés.
Un article de 1921 de S. Morgulis a la revista Science va criticar el treball de Pavlov, i va generar preocupacions sobre l'entorn en què s'havien realitzat aquests experiments. Basat en un informe de H.G. Wells, que afirmava que Pavlov conreava patates i pastanagues al seu laboratori, l'article deia: «És gratificant estar segur que el professor Pavlov conrea patates només com a passatemps i encara dona el millor del seu geni a la investigació científica». Aquell mateix any, Pavlov va començar a celebrar reunions de laboratori conegudes com les «reunions dels dimecres» en les quals va parlar francament sobre molts temes, incloses les seves opinions sobre la psicologia. Aquestes reunions van durar fins que va morir el 1936.
Pavlov era molt considerat pel govern soviètic, i va poder continuar la seva investigació fins que va arribar a una edat considerable. Va ser elogiat per Lenin. Malgrat els elogis del govern de la Unió Soviètica, els diners que van invertir per donar suport al seu laboratori i els honors que se li van concedir, Pavlov no va intentar ocultar la desaprovació i el menyspreu amb què considerava el comunisme soviètic.
El 1923, va declarar que no sacrificaria ni la pota posterior d'una granota al tipus d'experiment social que el règim estava duent a terme a Rússia. Quatre anys més tard va escriure a Stalin, protestant pel que s'estava fent als intel·lectuals russos i dient que li feia vergonya de ser rus. Després de l'assassinat de Serguei Kírov el 1934, Pavlov va escriure diverses cartes a Mólotov criticant les persecucions massives que van seguir i demanant la reconsideració dels casos relatius a diverses persones que coneixia personalment.
Conscient fins al seu darrer moment, Pavlov va demanar a un dels seus estudiants que s'assegués al costat del seu llit i que enregistrés les circumstàncies de la seva mort. Volia crear proves úniques d'experiències subjectives d'aquesta fase terminal de la vida. Pavlov va morir d’una doble pneumònia als 86 anys. el 27 de febrer de 1936 a la ciutat de Sant Petersburg, en aquells moments denominada Leningrad. Li van fer un gran funeral i el seu estudi i laboratori es van conservar com a museu en el seu honor. La seva tomba es troba a la secció Literatorskie mostki (passeig dels escriptors) del cementiri de Volkovo a Sant Petersburg.

## Recerca científica
Va dedicar gran part de la seva vida al condicionament clàssic, en el qual empleava gossos. Per tal d'aconseguir menjar, havien d'anar fent cada vegada coses més difícils, fet que demostra que estem condicionats per l'ambient i les circumstàncies.

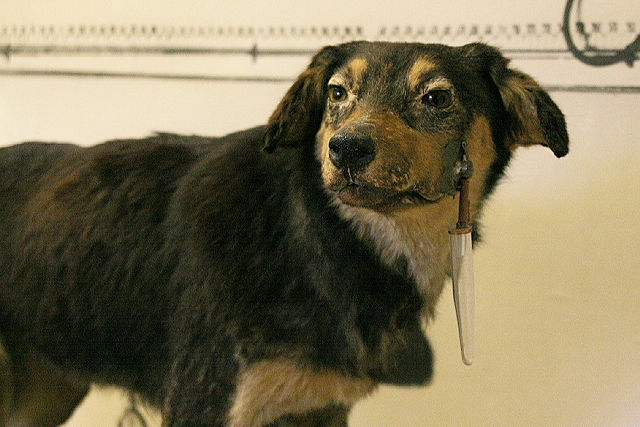
Gos de Pàvlov, Museu Pàvlov, 2005

Les observacions bàsiques de Pàvlov foren simples. Si es posen aliments o certs àcids diluïts en la boca d'un gos famolenc, aquest comença a segregar un flux de saliva procedent de determinades glàndules. Pàvlov va observar que l'animal també salivava quan el menjar encara no havia arribat a la boca, el que significava que el menjar vist o olorat provocava la mateixa resposta. A més, el gos salivava igualment davant la presència de la persona que en general li acostava el menjar. Això va dur-lo a desenvolupar un mètode experimental per estudiar l'adquisició de noves connexions d'estímul-resposta. Indubtablement, les quals havia observat en els seus gossos no podien ser innates o connaturals d'aquesta classe d'animal.

### Estímul i salivació
La magnitud de les respostes als diferents estímuls pot amidar-se pel volum total o el nombre de gotes de saliva segregades en una determinada unitat de temps.
Al realitzar l'experiment de la campana Pàvlov, des de l'habitació contigua i a través d'un vidre, va poder observar la conducta del gos, aplicant els estímuls i valorant les respostes. Abans de començar l'experiment, Pàvlov va amidar les reaccions de salivació al menjar en el musell, que va ser considerable, mentre que el gos va salivar molt poc en ser sotmès a l'estímul del so (toc de la campana). A continuació, va iniciar les proves de condicionament. Toca la campana estímul neutral, i immediatament després va presentar menjar a l'animal estímul incondicionat, amb un interval molt breu. Va repetir aquest parell d'estímuls moltes vegades durant diverses setmanes, sempre quan el gos estava famolenc. Transcorreguts diversos dies va tocar tan sols la campana i la resposta de saliva va aparèixer a l'escoltar-se el so, malgrat que no es va presentar el menjar. La resposta havia quedat condicionada a un estímul que no havia pogut produir-la prèviament.
La salivació del gos davant el menjar és una reposada incondicionada; la salivació després d'escoltar la campana és una resposta condicionada. L'estímul neutre que suposa inicialment la campana es converteix finalment en un estímul condicionat. Aquest estímul condicionat (so), és com un senyal que avisa que l'estímul incondicionat (menjar), està a punt d'aparèixer. Finalment, existeix el reforç, que és l'enfortiment de l'associació entre un estímul incondicionat amb el condicionat. El reforçament és un esdeveniment que incrementa la probabilitat que ocorri una determinada resposta. La definició de condicionament clàssic és la formació (o reforçament) d'una associació entre un estímul neutre i un reflex.
Quan es presenta sobtadament un estímul condicionat però sense associar-li l'estímul incondicionat, deixa de provocar la resposta. En el cas del gos de Pàvlov, deixaria de salivar davant la campana si, sobtadament, no va acompanyada d'aliment. Quan l'estímul condicionat ja no provoca la resposta, es diu que el reflex condicionat s'ha extingit. La reaparició d'una resposta condicionada extinta prèviament, després d'un període de descans, es coneix com a recuperació espontània. Si el gos de Pàvlov tornés a la situació experimental, després d'algun temps d'absència, la campana podria provocar novament la resposta de salivació. La generalització de l'estímul suposa una tendència a produir la resposta condicionada davant estímuls similars al condicionament, així mateix el gos respondrà a sons més o menys similars al de la campana. Així mateix s'aprèn a discriminar, això és, a aprendre a respondre a un estímul i a inhibir aquesta resposta a un segon estímul semblant.

### Primer Sistema de Senyals
Així denomina Pàvlov la relació per la qual el sistema nerviós central, especialment el cervell associa, per exemple, una campanada amb el possible aliment: la campanada (o altre estímul substitutiu) resulta un senyal. Per Pàvlov la majoria dels animals es regeix per un "pensament" basat en aquest sistema de substitucions reflecteixes, un primer sistema de senyals.

### Segon Sistema de Senyals
Però, a diferència dels conductistes clàssics Pàvlov té més agudesa en referència al comportament humà, i està lluny de considerar-les un sistema de reflexos condicionats, no almenys en l'esquemàtic model «estímul-resposta». En l'Homo sapiens sapiens Pàvlov considera que es produeix un salt qualitatiu respecte al primer sistema de senyals, en l'humà la qüestió ja no es restringeix a reflexos condicionats o a estímuls substitutius, la complexitat del cervell humà facilita un segon sistema de senyals que és el llenguatge verbal o simbòlic, en aquest les substitucions a partir dels estímuls semblen ser infinites i no obstant això altament ordenades (lògiques). Pàvlov entén que aquesta capacitat apreix en gran manera perquè considera que en l'ésser humà existeix una capacitat d'autocondicionament que, encara que sembli contradictori, és alliberador: l'ésser humà pot reaccionar davant estímuls que ell mateix va generant i que pot transmetre mitjançant una informació.

## Reconeixements
En honor seu s'anomenà el cràter Pàvlov sobre la superfície de la Lluna així com l'asteroide (1007) Pawlowia descobert el 5 d'octubre de 1923 per Vladímir Aleksàndrovitx Albitski.

## Llegat
Pavlov és famós pel condicionament clàssic (o, segons les seves pròpies paraules, el reflex condicional), que va desenvolupar conjuntament amb el seu assistent Ivan Tolotxinov el 1901 (tot i que Edwin B. Twitmyer, a la Universitat de Pennsilvània, va publicar una publicació similar) un any abans que Pavlov publiqués la seva). El concepte es va desenvolupar després d'observar les taxes de salivació en gossos. Pavlov va notar que els seus gossos van començar a salivar en presència del tècnic que normalment els alimentava, en lloc de simplement salivar en presència del menjar. Si sonava un timbre o un metrònom abans de donar-li el menjar, el gos després associaria el so amb la presentació del menjar i salivava només amb la presentació de l'estímul sonor. Toretxinov, el terme del qual per al fenomen havia estat reflex a distància, va comunicar els resultats al Congrés de Ciències Naturals a Hèlsinki el 1903. Més tard, el mateix any, Pavlov va explicar més detalladament les troballes, al 14è Congrés Mèdic Internacional de Madrid, on va llegir un article titulat La psicologia experimental i la psicopatologia dels animals.
A mesura que l'obra de Pavlov es va conèixer a Occident, especialment a través dels escrits de John B. Watson i BF Skinner, la idea de condicionament, com a forma automàtica d'aprenentatge, es va convertir en un concepte clau en l'especialització en desenvolupament de la psicologia comparada, i la enfocament general de la psicologia que la subjau, conductisme. El treball de Pavlov amb el condicionament clàssic va tenir una gran influència en com els humans es percebien a si mateixos, el seu comportament i els processos d'aprenentatge; els seus estudis sobre el condicionament clàssic continuen sent fonamentals per a la teràpia conductual moderna.
El filòsof britànic Bertrand Russell va observar que «el fet que els mètodes de Pavlov es pugui fer servir per cobrir la totalitat del comportament humà és qüestionable, però en qualsevol cas cobreixen un camp molt ampli i dins d'aquest camp han demostrat com aplicar els mètodes científics amb exactitud quantitativa».
La investigació de Pavlov sobre els reflexos condicionals va influir molt no només en la ciència, sinó també en la cultura popular. El condicionament pavlovià és un tema important a la novel·la distòpica d’Aldous Huxley, Un món feliç, i a l'Arc de Sant Martí de la gravetat de Thomas Pynchon.
Es creu popularment que Pavlov sempre va indicar l'aparició de menjar fent sonar una campana. No obstant això, els seus escrits registren l'ús d'una gran varietat d'estímuls, com ara descàrregues elèctriques, xiulets, metrònoms, diapasons i una sèrie d'estímuls visuals, a més del toc d'una campana. El 1994, Catània va posar en dubte si Pavlov va utilitzar alguna vegada una campana en els seus experiments. Littman va atribuir provisionalment la imatgeria popular als contemporanis de Pavlov Vladímir Békhterev i John B. Watson. Roger K. Thomas, de la Universitat de Geòrgia, però, va dir que havien trobat «tres referències addicionals a l'ús de Pavlov d'una campana que desafien fortament l'argument de Littman». En resposta, Littman va suggerir que el record de Catània, que Pavlov no va utilitzar cap campana en la investigació, era «convincent... i correcte».
El 1964, el psicòleg Hans Eysenck va revisar les "Lectures on Conditioned Reflexes" de Pavlov per al British Medical Journal: Volum I - "Twenty-five Years of Objective Study of the Higher Nervous Activity of Animals", Volum II - "Conditioned Reflexes and Psychiatry".
L'Institut Pavlov de Fisiologia de l'Acadèmia de Ciències de Rússia va ser fundat per Pavlov el 1925 i va rebre aquest nom després de la seva mort.